# Kanton Bourg-Saint-Maurice
Kanton Bourg-Saint-Maurice is een kanton van het Franse departement Savoie. Kanton Bourg-Saint-Maurice maakt deel uit van het arrondissement Albertville en telt 25.231 inwoners in 2018.

## Gemeenten
Het kanton Bourg-Saint-Maurice omvatte tot 2014 de volgende 8 gemeenten:
- Bourg-Saint-Maurice (hoofdplaats)
- Les Chapelles
- Montvalezan
- Sainte-Foy-Tarentaise
- Séez
- Tignes
- Val-d'Isère
- Villaroger

Bij de herindeling van de kantons door het decreet van 27 februari 2014, met uitwerking op 22 maart 2015, werden alle gemeenten van de opgeheven Kanton Aime eraan toegevoegd.

Op 1 januari 2016 werden de gemeenten Valezan, Bellentre, La Côte-d'Aime en Mâcot-la-Plagne samengevoegd tot de fusiegemeente (commune nouvelle) La Plagne Tarentaise.

Op 1 januari 2016 werden de gemeenten Aime en Montgirod samengevoegd tot de fusiegemeente (commune nouvelle) Aime-la-Plagne.

Sindsdien omvat het kanton volgende 12 gemeenten
- Aime-la-Plagne
- Bourg-Saint-Maurice
- Les Chapelles
- Landry
- La Plagne Tarentaise
- Montvalezan
- Peisey-Nancroix
- Sainte-Foy-Tarentaise
- Séez
- Tignes
- Val-d'Isère
- Villaroger